# Atan2
在三角函数中，两个参数的函数{\displaystyle \operatorname {atan2} }是正切函数{\displaystyle \tan }的一个变种。对于任意不同时等于0的实参数解析失败 (SVG（MathML可通过浏览器插件启用）：从服务器“http://localhost:6011/zh.wikipedia.org/v1/”返回无效的响应（“Math extension cannot connect to Restbase.”）：): {\displaystyle x}
和{\displaystyle y}，{\displaystyle \operatorname {atan2} (y,x)}所表达的意思是坐标原点为起点，指向{\displaystyle (x,y)}的射线在坐标平面上与x轴正方向之间的角的角度。当解析失败 (SVG（MathML可通过浏览器插件启用）：从服务器“http://localhost:6011/zh.wikipedia.org/v1/”返回无效的响应（“Math extension cannot connect to Restbase.”）：): {\displaystyle y>0}
时，射线与x轴正方向的所得的角的角度指的是x轴正方向绕逆时针方向到达射线旋转的角的角度；而当{\displaystyle y<0}时，射线与x轴正方向所得的角的角度指的是x轴正方向绕顺时针方向达到射线旋转的角的角度。
在几何意义上，{\displaystyle \operatorname {atan2} (y,x)}等价于解析失败 (SVG（MathML可通过浏览器插件启用）：从服务器“http://localhost:6011/zh.wikipedia.org/v1/”返回无效的响应（“Math extension cannot connect to Restbase.”）：): {\displaystyle \operatorname{atan}(\frac{y}{x})}
，但{\displaystyle \operatorname {atan2} }的最大优势是可以正确处理{\displaystyle x=0}而{\displaystyle y\neq 0}的情况，而不必进行会引发除零异常的{\displaystyle {\frac {y}{x}}}操作。
{\displaystyle \operatorname {atan2} }函数最初在计算机编程语言中被引入，但是现在它的应用在科学和工程等其他多个领域十分常见。他的出现最早可以追溯到FORTRAN语言，并且可以在C语言的数学标准库的math.h文件中找到，此外在Java数学库、.NET的System.Math（可应用于C#、VB.NET等语言）、Python的数学模块以及其他地方都可以找到atan2的身影。许多脚本语言，比如Perl，也包含了C语言风格的atan2函数。

## 函数定义
该函数基于值域为 {\displaystyle \left(-{\frac {\pi }{2}},{\frac {\pi }{2}}\right)} 的反正切函数，定义如下：
{\displaystyle \operatorname {atan2} (y,x)={\begin{cases}\arctan \left({\frac {y}{x}}\right)&\qquad x>0\\\arctan \left({\frac {y}{x}}\right)+\pi &\qquad y\geq 0,x<0\\\arctan \left({\frac {y}{x}}\right)-\pi &\qquad y<0,x<0\\+{\frac {\pi }{2}}&\qquad y>0,x=0\\-{\frac {\pi }{2}}&\qquad y<0,x=0\\{\text{undefined}}&\qquad y=0,x=0\end{cases}}}
说明:
- 该函数的值域为{\displaystyle \left(-\pi ,\pi \right]}，可以通过对负数结果加{\displaystyle 2\pi }的方法，将函数的结果映射到{\displaystyle \left[0,2\pi \right)}范围内。

## 其他软件中的变形
不同计算机语言中该函数的实现各有差异。
vb6:
atan2(x,y)=
(x<>0+y<>0)*
(x<=0)*2*Atn(sgn(y)^sgn(y))/2^(x<>0)-
(x<>0)*Atn(y*x^(x<>0))
adodb.connect.execute:
SELECT (x<>0+y<>0)*(x<=0)*2*Atn(sgn(y)^sgn(y))/2^(x<>0)-(x<>0)*Atn(y*x^(x<>0)) AS AT_  FROM (SELECT Col1 AS x,Col2 AS y) T_
(x<>0+y<>0)可省略

## 有关图片

单位圆内的atan2取值

旁边的图片显示内容是：在一个单位圆内{\displaystyle \operatorname {atan2} }函数在各点的取值。圆内标注代表各点的取值的幅度表示。
图片中，从最左端开始，角度的大小随着逆时针方向逐渐从{\displaystyle -\pi }增大到{\displaystyle +\pi }，并且角度大小在点位于最右端时，取值为0。
另外要注意的是，函数{\displaystyle \operatorname {atan2} (y,x)}中参数的顺序是倒置的，{\displaystyle \operatorname {atan2} (y,x)}计算的值相当于点{\displaystyle (x,y)}的角度值。
下方的图片显示的是单位圆上各点在atan2函数上的值，从原点射向{\displaystyle (0,1)}点的射线，开始绕逆时针方向可以与x轴正方向得到对应各点的复平面的复角，其中几个特殊点取值：
- {\displaystyle (0,1)}对应的复平面夹角为{\displaystyle {\frac {\pi }{2}}}，
- {\displaystyle (-1,0)}对应复平面的夹角为解析失败 (SVG（MathML可通过浏览器插件启用）：从服务器“http://localhost:6011/zh.wikipedia.org/v1/”返回无效的响应（“Math extension cannot connect to Restbase.”）：): {\displaystyle \pi}
，
- {\displaystyle (0,-1)}对应复平面的夹角为{\displaystyle {\frac {3\pi }{2}}}，
- 回到{\displaystyle (1,0)}复平面的夹角为{\displaystyle 0=(2n\pi \mod 2\pi )}。

这些你可以直观地从图中看出。
下面的插图分别显示的是{\displaystyle \operatorname {atan2} (y,x)}和{\displaystyle \operatorname {atan} ({\frac {y}{x}})}在坐标平面的三维景象。
注意在解析失败 (SVG（MathML可通过浏览器插件启用）：从服务器“http://localhost:6011/zh.wikipedia.org/v1/”返回无效的响应（“Math extension cannot connect to Restbase.”）：): {\displaystyle \operatorname{atan2}(y,x)}
函数中，从原点辐射出的射线上有常数值，而在{\displaystyle \operatorname {atan} ({\frac {y}{x}})}的函数中，经过原点的直线有常数值。